# Trédarzec
Trédarzec é uma comuna francesa na região administrativa da Bretanha, no departamento Côtes-d'Armor. Estende-se por uma área de 11,63 km². Em 2010 a comuna tinha 1 086 habitantes (densidade: 93,4 hab./km²).